# Ernest Overton
Charles Ernest Overton, auch Ernst Overton (* 25. Februar 1865 in Stretton, Cheshire, England; † 27. Januar 1933 in Lund, Schweden) war ein englischer Biologe und Pharmakologe.

## Leben
Seine Familie zog 1882 nach Zürich, wo er die Industrieschule besuchte. Ab 1884 studierte er an der Universität Zürich Botanik. 1889 promovierte er mit der Dissertation Beitrag zur Kenntniss der Gattung Volvox. 1890 habilitierte er sich und wurde Privatdozent für Biologie. 1901 wurde er außerordentlicher Professor an der Universität Würzburg. 1907 wurde er als Ordinarius für Pharmakologie an die Universität Lund berufen. Dort war er bis zu seiner Emeritierung 1930 tätig.
Im Jahr 1912 heiratete er Louise Petrén-Overton. Das Paar bekam vier Kinder.
Overton beschäftigte sich wissenschaftlich mit der Permeabilität von Zellmembranen. Nach Untersuchungen mit Anästhetika an Kaulquappen beobachtete er einen Zusammenhang zwischen der Fettlöslichkeit der Substanzen in Olivenöl und ihrer narkotischen Wirksamkeit. Diese Theorie wurde später als Meyer-Overton-Korrelation bekannt, nachdem Hans Meyer aus Marburg unabhängig ähnliche Beobachtungen veröffentlicht hatte.

## Werke (Auswahl)
- Studien über die Narkose. Gustav Fischer Verlag, Jena 1901.